# Hugh Howey
Hugh Howey (Charlotte, 1975) è uno scrittore statunitense.
Howey è noto soprattutto per la serie di fantascienza Silo, parte della quale è stata pubblicata in modo indipendente attraverso il sistema Kindle Direct Publishing di Amazon.com; in seguito ha firmato accordi di distribuzione con grandi case editrici in diversi paesi, ma mantiene i diritti di pubblicazione e tutta l'editoria elettronica.

## Biografia
Howey è nato nel 1975 a Charlotte, nella Carolina del Nord, ed è cresciuto a Monroe, nella Carolina del Nord. Prima di pubblicare i suoi libri, ha lavorato come impiegato di un negozio di libri, capitano di yacht e tecnico audio.
A metà del 2015 si è trasferito a St Francis Bay, Capo Orientale, in Sudafrica. Ha commissionato la costruzione di un catamarano a vela, su cui ha navigato da Città del Capo all'Australia. Nel novembre del 2022, Howey ha sposato la pilota ed ex modella Shay Londre. Vivono a New York.